# Stagione degli uragani atlantici del 2022

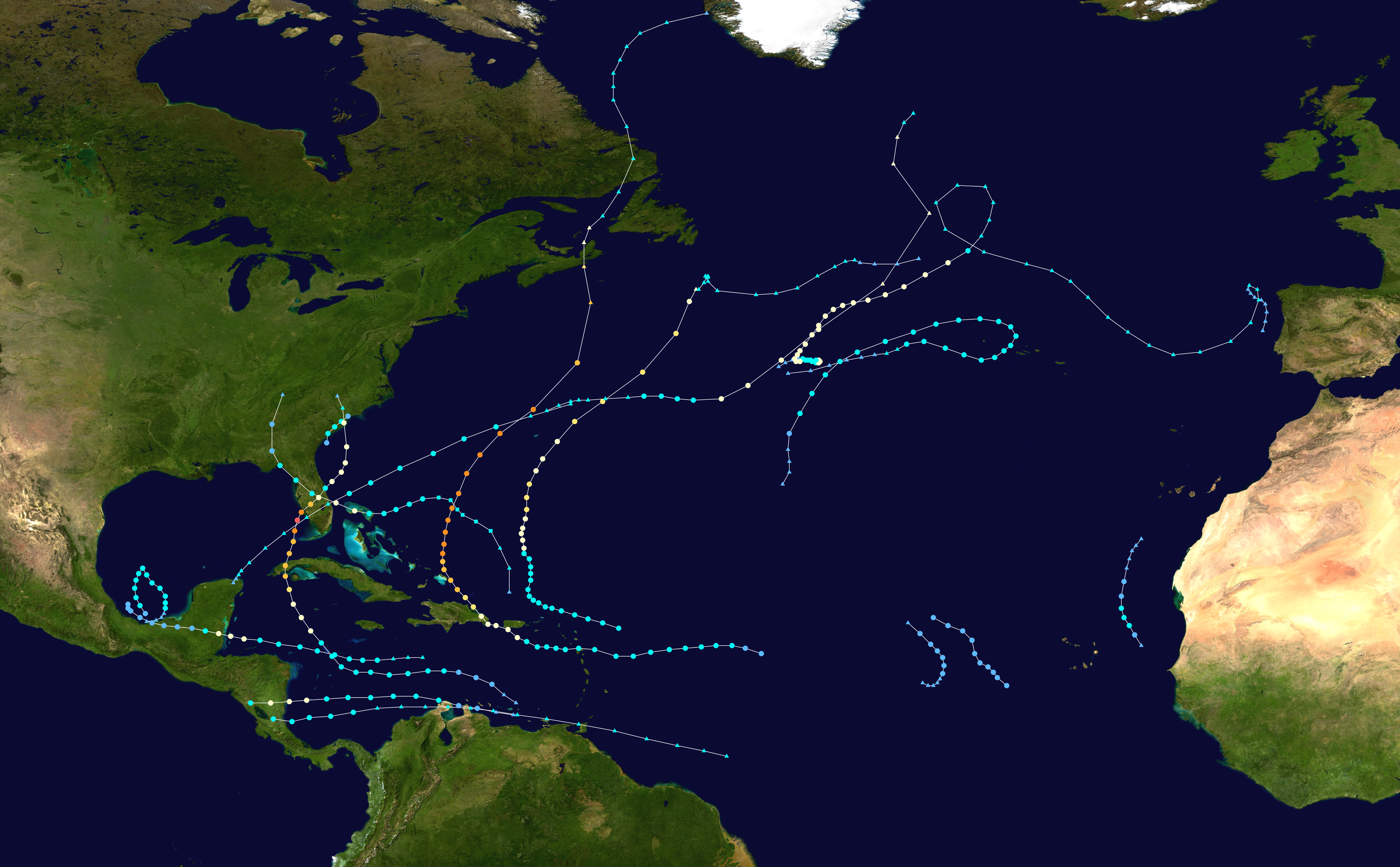
Mappa con percorso e intensità di tutte le tempeste.

La stagione degli uragani atlantici del 2022 è stata una stagione mediamente attiva che ha avuto inizio il 5 giugno 2022, con la formazione della tempesta tropicale Alex, ed è terminata l'11 novembre 2022, con il dissipamento dell'uragano Nicole. Per la prima volta dal 2014 nessuna tempesta si è sviluppata prima dell'inizio di giugno. La tempesta più distruttiva della stagione è stato l'uragano Ian, che ha provocato almeno 161 morti e danni pari a 112,9 miliardi di dollari.

## Previsioni
Ogni anno, prima e durante la stagione, diversi servizi meteorologici ed agenzie scientifiche cercano di stimare il numero di tempeste tropicali, uragani e uragani maggiori che andranno a formarsi. Tra essi ci sono il consorzio Tropical Storm Risk dell'University College di Londra (TSR), la Colorado State University (CSU) e la National Oceanic and Atmospheric Administration (NOAA). In media, tra il 1991 e il 2020, una stagione degli uragani ha prodotto quattordici tempeste tropicali, sette uragani e tre uragani maggiori, con un accumulated cyclone energy (ACE) medio di 122.
La prima previsione è stata pubblicata dal TSR il 10 dicembre 2021 e preannunciava una stagione nella media con 18 tempeste tropicali, 8 uragani, 3 uragani maggiori e un ACE di 122, basandosi sulla presenza della fase neutra di El Niño-Oscillazione Meridionale prevista nel terzo quadrimestre del 2022. Il 7 aprile 2022 la Colorado State University ha pubblicato la sua previsione, stimando una stagione superiore alla media con 19 tempeste tropicali, 9 uragani, 4 uragani maggiori e un ACE di 160, a causa di una temperatura superficiale marina sopra la media nell'Atlantico subtropicale. Il 24 maggio la NOAA ha rilasciato la sua prima previsione, pronosticando il 65% di probabilità di una stagione sopra la media con 14-21 tempeste tropicali, 6-10 uragani e 3-6 uragani maggiori.
Il 4 agosto la NOAA ha rilasciato il suo secondo bollettino, prevedendo una stagione sopra la media con 14-20 tempeste tropicali, 6-10 uragani e 3-5 uragani maggiori. Lo stesso giorno la Colorado State University ha rilasciato la sua ultima previsione, che preannunciava un'attività superiore alla media con 18 tempeste tropicali, 8 uragani, 4 uragani maggiori e un ACE di 150. Il 9 agosto anche il TSR ha rilasciato la sua ultima previsione, in cui si stimava un'attività leggermente superiore alla media con 17 tempeste tropicali, 8 uragani e 3 uragani maggiori, basandosi sulla presenza di una moderata La Niña prevista tra agosto e ottobre.

## Nomenclatura
La seguente lista di nomi è stata utilizzata per le tempeste tropicali che si sono formate nell'oceano Atlantico durante il 2022. Si trattava della stessa lista usata nel 2016, con l'eccezione di Martin e Owen che avevano rimpiazzato Matthew e Otto. La lista sarà riutilizzata, esclusi i nomi ritirati, nel 2028.
| - Alex - Bonnie - Colin - Danielle - Earl - Fiona - Gaston | - Hermine - Ian - Julia - Karl - Lisa - Martin - Nicole | - Owen (non usato) - Paula (non usato) - Richard (non usato) - Shary (non usato) - Tobias (non usato) - Virginie (non usato) - Walter (non usato) |

Il 29 marzo 2023 l'organizzazione meteorologica mondiale ha ritirato i nomi Fiona e Ian a causa dei danni causati nei Caraibi, in Canada, negli Stati Uniti d'America e a Cuba. Saranno rimpiazzati rispettivamente dai nomi Farrah e Idris a partire dalla stagione del 2028.

## Tempeste

### Tempesta tropicale Alex

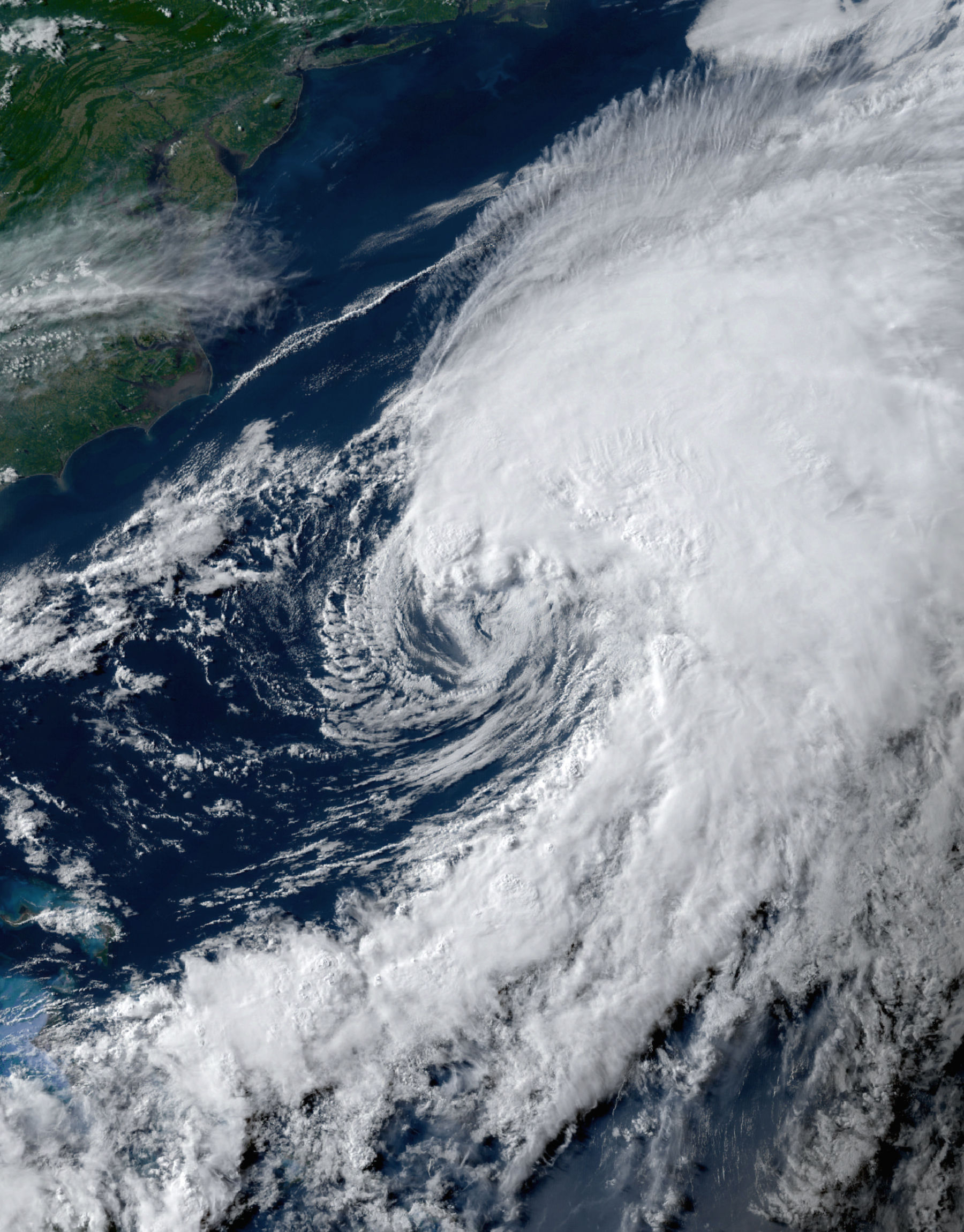
La tempesta Alex il 5 giugno.

Il 31 maggio 2022 una vasta area di bassa pressione si è sviluppata nei pressi della penisola dello Yucatán. Il 1º giugno la perturbazione si è mossa verso est sopra il mare Caraibico nord-orientale e alle 21:00 UTC del 2 giugno la possibilità di un'imminente ciclogenesi tropicale vicino alla terraferma ha portato il National Hurricane Center (NHC) a classificarla come potenziale ciclone tropicale uno. Durante il 3 giugno il rafforzamento della perturbazione, in movimento verso nord-est sul golfo del Messico, è stato ostacolato da un forte wind shear proveniente da sud-ovest.

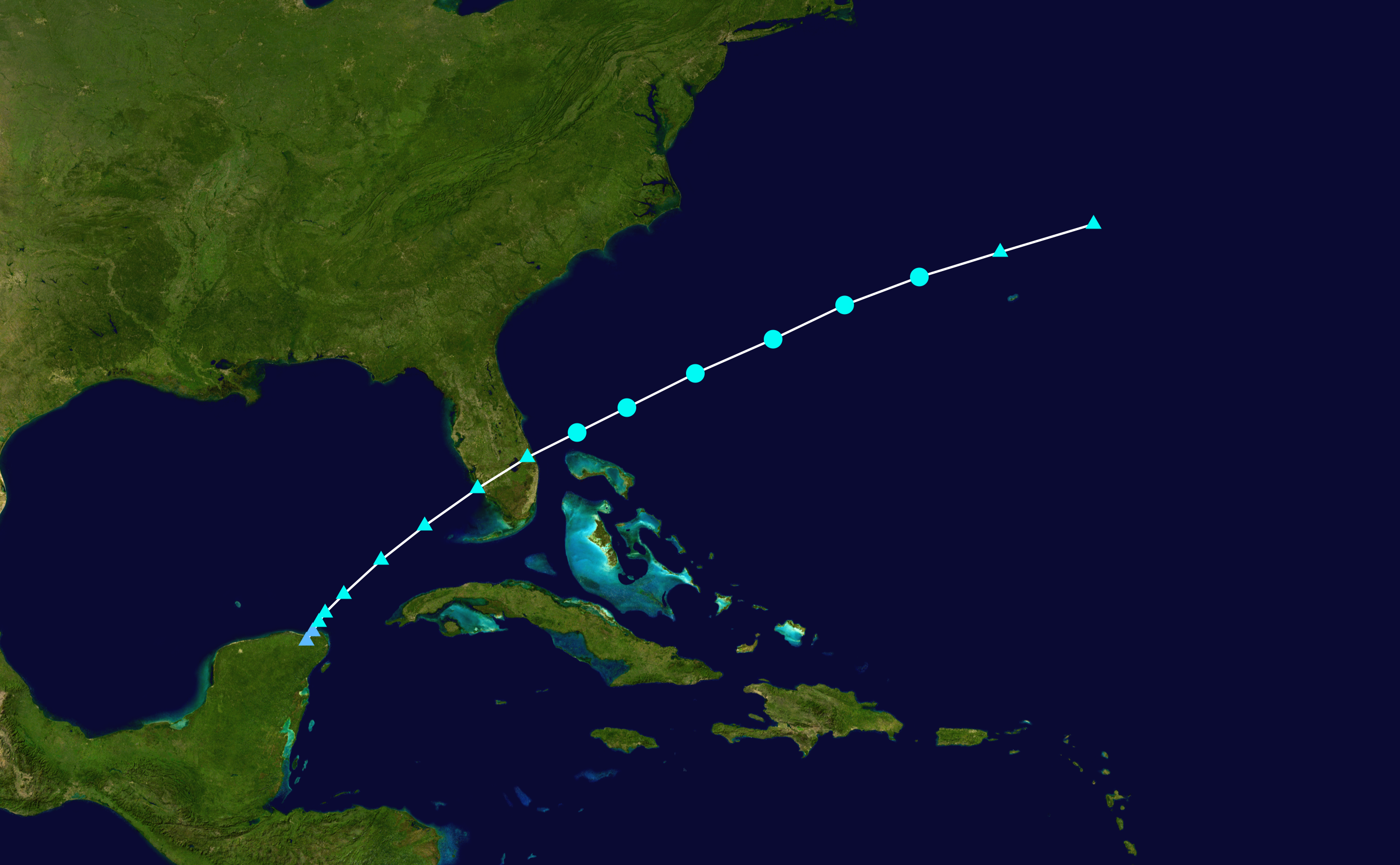
Percorso della tempesta Alex.

Il 4 giugno la perturbazione ha attraversato la Florida meridionale e si è poi mossa sulle acque dell'oceano Atlantico. Alle 06:00 UTC del 5 giugno, mentre si trovava 265 km a est-nord-est di Fort Pierce, la circolazione è diventata più definita e la perturbazione si è rafforzata a tempesta tropicale, ricevendo il nome Alex. Poco dopo, alle 03:00 UTC del 6 giugno, la tempesta ha raggiunto il suo picco di forza con venti massimi sostenuti di 110 km/h e una pressione centrale minima di 984 mbar. Alex ha quindi iniziato a perdere le sue caratteristiche tropicali e alle 21:00 UTC è diventato un ciclone extratropicale. Accelerando verso nord-est, tra il 10 e l'11 giugno il ciclone è passato tra Islanda e Regno Unito e il 13 giugno si è dissipato a nord della Norvegia.
La perturbazione da cui è nata Alex ha portato pesanti piogge sull'isola di Cuba e il sud della Florida. Accumuli fino a 300 mm sono stati rilevati nella provincia cubana di Pinar del Río, dove sono state registrate due vittime. Altre due persone sono morte nella capitale L'Avana. In Florida gli accumuli pluviometrici hanno raggiunto i 377 mm a Hollywood e i 323 mm nella contea di Miami-Dade.

### Tempesta tropicale Bonnie

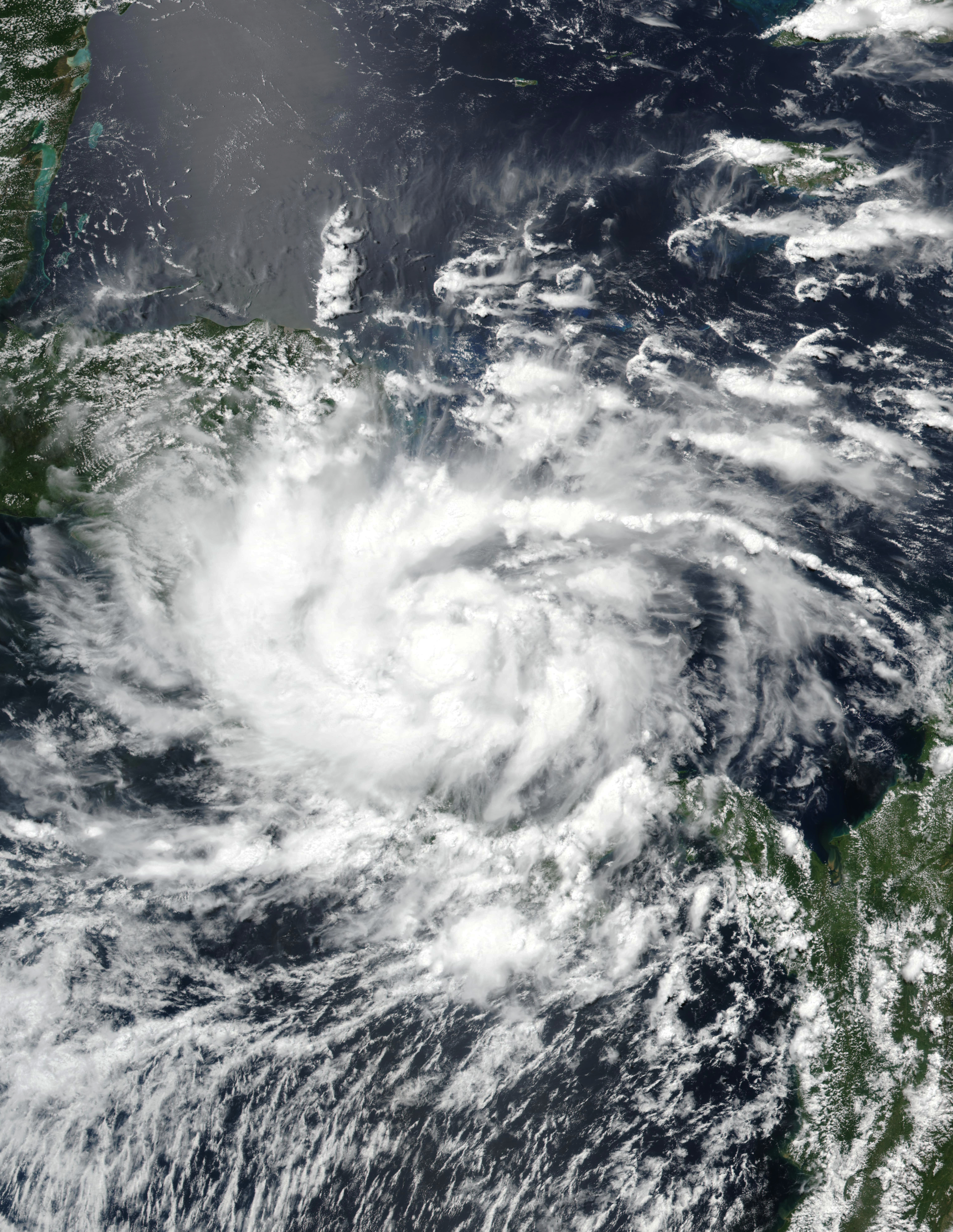
La tempesta Bonnie il 1º luglio.

Il 23 giugno 2022 un'onda tropicale situata nell'Atlantico orientale ha iniziato a produrre una vasta area temporalesca. Alle 21:00 UTC del 27 giugno un volo di ricognizione ha rilevato venti da tempesta tropicale, tuttavia la perturbazione mancava ancora di una circolazione chiusa ben definita per essere definita tale. La possibilità di un'imminente ciclogenesi tropicale vicino alla terraferma ha quindi portato il National Hurricane Center (NHC) a classificarla come potenziale ciclone tropicale due.

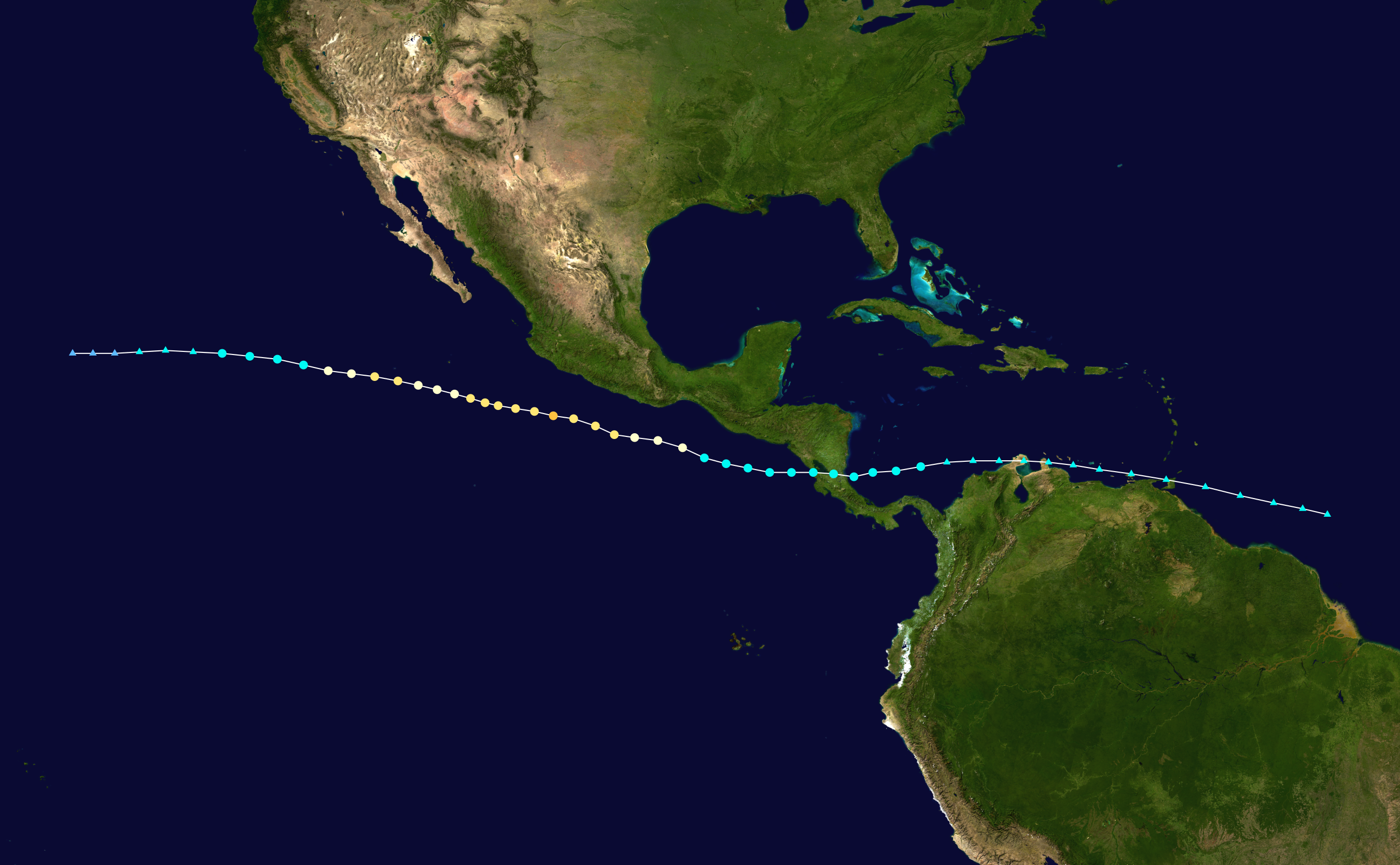
Percorso della tempesta Bonnie.

La sera del 28 giugno la perturbazione ha attraversato le Isole Sopravento Meridionali e nel corso dei due giorni successivi si è mossa lungo la costa nord del Venezuela, dove l'interazione con il terreno ne ha impedito il rafforzamento. Alle 13:15 UTC del 1º luglio, mentre si trovava 370 km a sud-est del Nicaragua, la perturbazione è diventata sufficientemente organizzata per essere classificata dal NHC come tempesta tropicale, ricevendo il nome Bonnie. Alle 03:00 UTC del 2 luglio la tempesta è approdata vicino al confine tra Costa Rica e Nicaragua con venti massimi sostenuti di 85 km/h e una pressione centrale minima di 997 mbar. Bonnie ha quindi attraversato l'America centrale e dodici ore più tardi è entrata nel bacino del Pacifico orientale, diventando il primo ciclone tropicale a sopravvivere il passaggio tra Atlantico e Pacifico dall'uragano Otto del 2016.
La tempesta Bonnie e la perturbazione da cui si è generata hanno prodotto forti raffiche di vento e intense piogge su Trinidad e Tobago, Venezuela, Isole ABC, Nicaragua e Costa Rica. In Nicaragua la tempesta ha provocato quattro vittime.

### Tempesta tropicale Colin

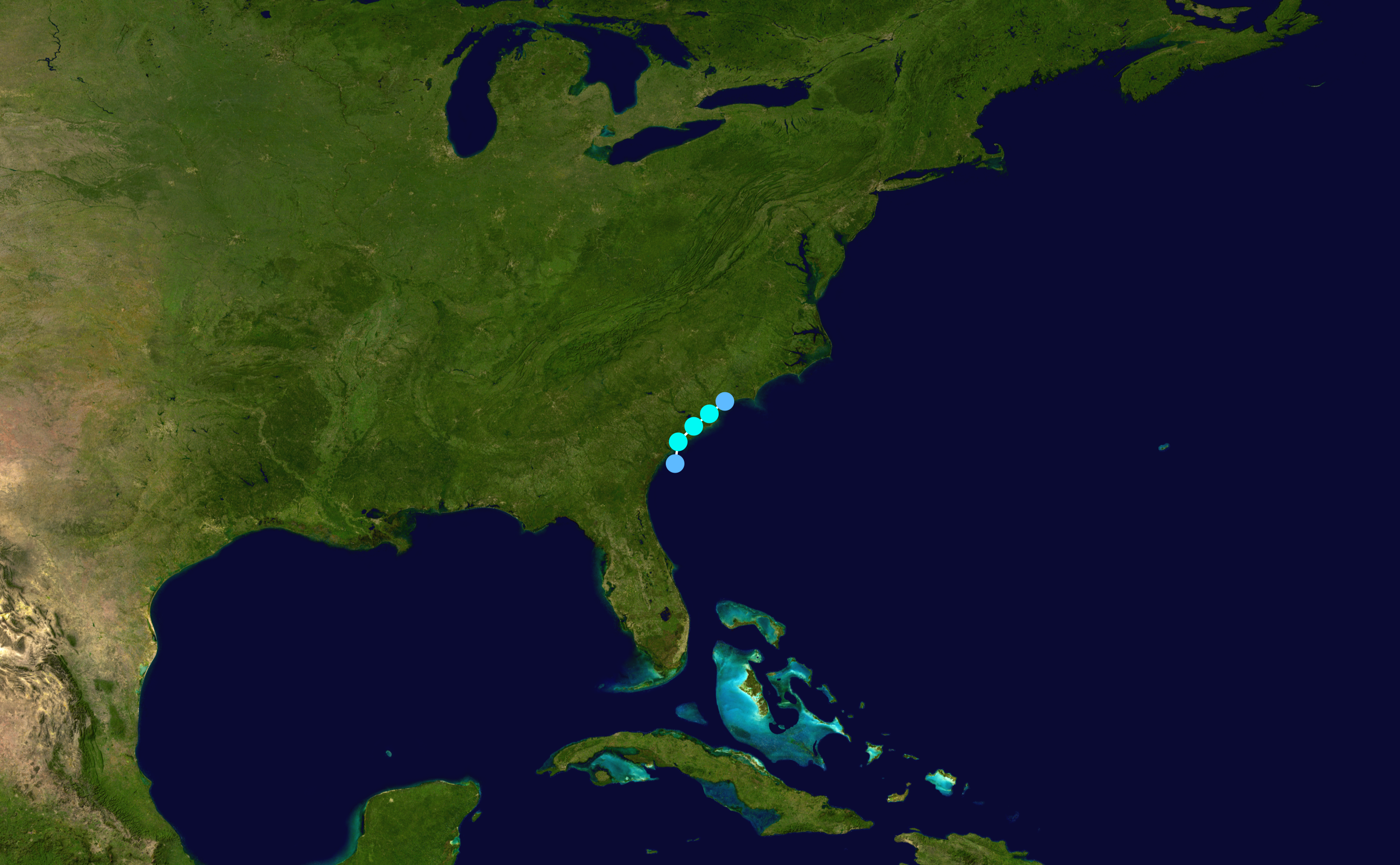
Percorso della tempesta Colin.

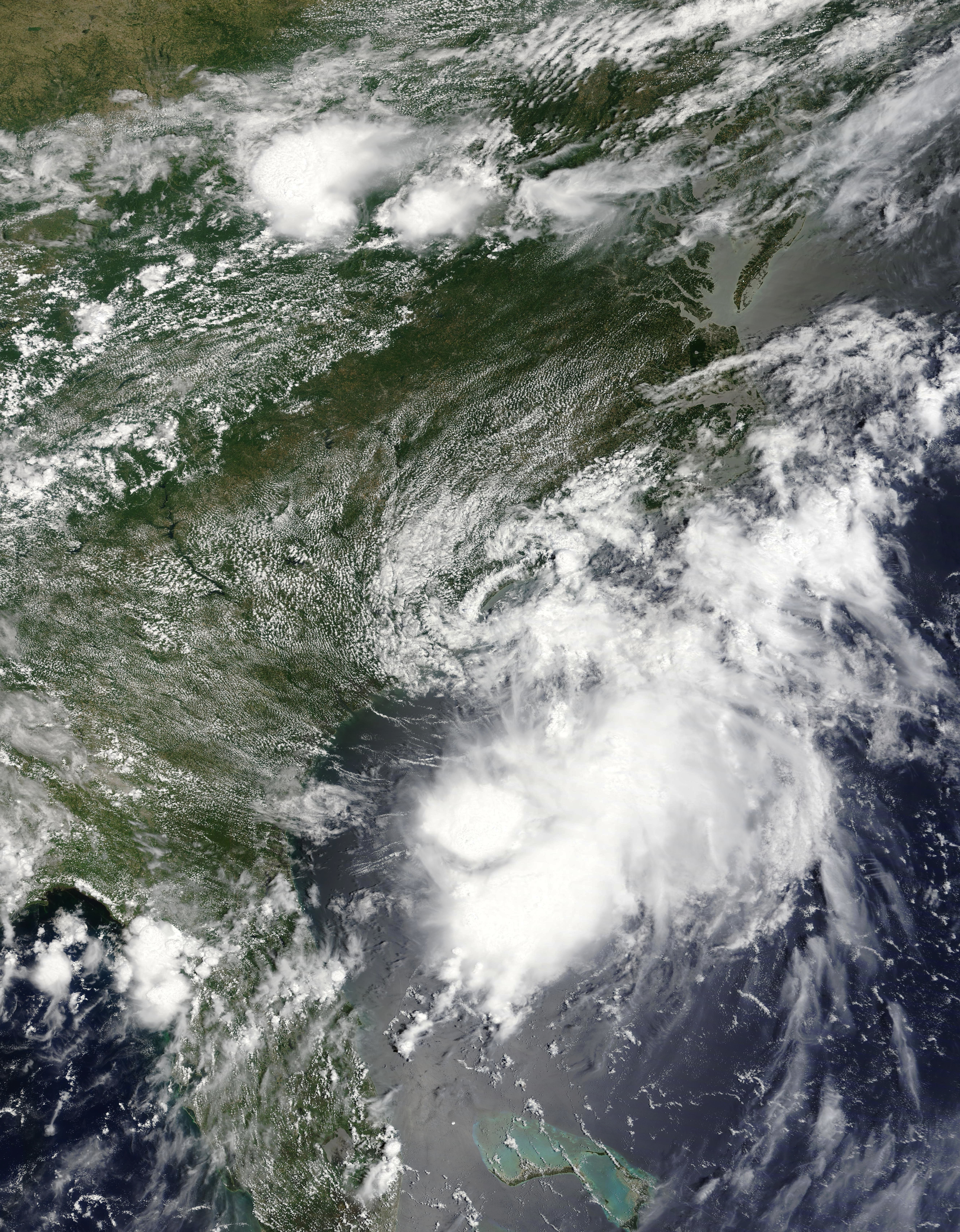
La tempesta Colin il 2 luglio.

Alle 18:00 UTC del 1º luglio 2022 un'area di bassa pressione si è formata al largo di Savannah, Georgia. Più tardi la perturbazione si è mossa lungo la costa della Carolina del Sud e inaspettatamente ha iniziato a sviluppare una convezione profonda, diventando sempre più organizzata. Alle 09:00 UTC del 2 luglio, mentre si trovava 80 km a sud-ovest di Myrtle Beach, la perturbazione si è rafforzata a tempesta tropicale, ricevendo il nome Colin. In quel momento, Colin ha raggiunto il suo picco di intensità con venti massimi sostenuti di 65 km/h e una pressione centrale minima di 1 011 mbar. Verso la fine della giornata la tempesta ha iniziato ad apparire disorganizzata e alle 03:00 UTC del 3 luglio si è indebolita a depressione tropicale. Sei ore più tardi Colin si è dissipata sopra la Carolina del Nord orientale, mentre era localizzata 15 km a nord-est di New Bern.
Gli accumuli pluviometrici prodotti dalla tempesta in Carolina del Sud hanno raggiunto i 180 mm a Charleston, dove un evento per il giorno dell'Indipendenza è stato cancellato a causa degli allagamenti. In Carolina del Nord le raffiche di vento generate da Colin hanno causato mare grosso e una persona è morta per annegamento a Oak Island.